# Territorium der Grafschaft Hanau-Lichtenberg

Wappen der Grafschaft Hanau-Lichtenberg seit 1606

Das Territorium der Grafschaft Hanau-Lichtenberg entstand durch die Fusion einer Sekundogenitur des gräflichen Hauses Hanau und der Herrschaft Lichtenberg.

## Geschichte

### Überblick
Die Sekundogenitur wurde 1458 zunächst aus den südlich das Mains gelegenen Teilen der Grafschaft Hanau gebildet. Durch eine Reihe von Heiraten und Erbschaften gelang es, daraus die Grafschaft Hanau-Lichtenberg zu arrondieren, die hauptsächlich am Oberrhein lag: 1480 erbte Graf Philipp I. der Ältere von Hanau (* 1417; † 1480) von seinem Schwiegervater die Herrschaft Lichtenberg. Die nun vereinigten Territorien bildeten die Grafschaft Hanau-Lichtenberg. 1505 / 1521 verlor die Grafschaft den größten Teil ihrer Rechte im Kondominat Umstadt, weil sie auf der Verliererseite im Landshuter Erbfolgekrieg stand. 1570 kam es zur zweiten großen Erbschaft, als die Grafschaft Zweibrücken-Bitsch an Hanau-Lichtenberg fiel. Zu diesem Erbe gehörte auch der Bestand der Herrschaft Lichtenberg, der 1480 an die Erben der Schwägerin des Grafen Philipp I. von Hanau gefallen war. Nicht berücksichtigt wird hier die dritte große Erbschaft der Grafen von Hanau-Lichtenberg: 1642 starb der letzte männliche Vertreter der Grafen von Hanau-Münzenberg, Johann Ernst von Hanau-Münzenberg-Schwarzenfels, und die Grafen von Hanau-Lichtenberg traten das Erbe an.
Seit 1680 standen die linksrheinischen Ämter im Elsass unter französischer Souveränität, das linksrheinische Amt Lemberg und die rechtsrheinischen Gebiete blieben Teil des Heiligen Römischen Reichs deutscher Nation.
1736 starb mit Graf Johann Reinhard III. der letzte männliche Vertreter des Hauses Hanau. Aufgrund der Ehe seiner einzigen Tochter, Charlotte (* 1700; † 1726), mit dem Erbprinzen Ludwig (VIII.) (* 1691; † 1768) von Hessen-Darmstadt fiel die Grafschaft Hanau-Lichtenberg nach dort. Jahrzehntelang umstritten blieb zwischen Hessen-Kassel und Hessen-Darmstadt die Zugehörigkeit des Amtes Babenhausen zur Grafschaft Hanau-Lichtenberg. Dieser Streit wurde erst nach 40 Jahren durch eine Realteilung beigelegt.
1803 kam das inzwischen so genannte Hanauerland rechtsrheinisch an das Großherzogtum Baden, linksrheinisch zum größten Teil an Frankreich. Nur das Gebiet um Pirmasens fiel 1816 an Bayern.

## Gliederung der Grafschaft Hanau Lichtenberg
Die Grafschaft Hanau-Lichtenberg war überwiegend in Ämter eingeteilt. Sie stellten die mittlere Verwaltungsebene des Territoriums dar. Die Ämter sind im Folgenden gelistet. Nicht alle existierten während des gesamten Zeitraums, in dem die Grafschaft Hanau Lichtenberg bestand (1480 bis zur Französischen Revolution).

### Amt Babenhausen
Das Amt Babenhausen war 1458 – zusammen mit dem Hanauer Anteil am Kondominat Umstadt – die Ausstattung, die Graf Philipp I. der Ältere von Hanau (* 1417; † 1480) für eine kleine Sekundogenitur aus dem Bestand der Grafschaft Hanau erhielt, um Anna von Lichtenberg (* 1442; † 1474), eine der beiden Erbtöchter Ludwigs V. von Lichtenberg, heiraten zu können. Ab 1521 umfasste das Amt auch diejenigen Orte des ehemaligen Kondominats Umstadt, die nun komplett zur Grafschaft Hanau-Lichtenberg gehörten. Nach dem Tod des letzten männliche Vertreters des Hauses Hanau 1736, des Grafen Johann Reinhard III., war die Zugehörigkeit des Amtes zur Grafschaft Hanau-Lichtenberg, die an die Landgrafschaft Hessen-Darmstadt fiel, oder zur Grafschaft Hanau-Münzenberg, die die Landgrafschaft Hessen-Kassel erbte, umstritten. Nach langen Auseinandersetzungen kam es 1771 zwischen beiden Parteien zu einer Realteilung des Amtes.

### Amt Brumath
Das Amt Brumath gehörte zur Lichtenberger Erbschaft von 1480. Es bildete zunächst ein Kondominat zwischen Hanau-Lichtenberg und der der Grafschaft Zweibrücken-Bitsch. Nach einer Einigung unter Graf Philipp III. von Hanau-Lichtenberg kam es im Tausch mit den Rechten am ebenfalls gemeinsamen Amt Willstätt an Zweibrücken-Bitsch. Graf Philipp V. von Hanau-Lichtenberg (* 1541; † 1599) war mit Margarethe von Zweibrücken-Bitsch (* 1540; † 1569), Tochter des Grafen Jakob von Zweibrücken-Bitsch, verheiratet, der ohne männliche Erben verstarb. Zu dem sich aus dieser Konstellation ergebenden Erbe zählte auch die zweite, nicht bereits durch Hanau-Lichtenberg regierte, Hälfte der ehemaligen Herrschaft Lichtenberg und darin auch das Amt Brumath. Nach dem Tod des letzten männliche Vertreters des Hauses Hanau 1736, des Grafen Johann Reinhard III., fiel das Amt an die Landgrafschaft Hessen-Darmstadt.

### Amt Buchsweiler
Das Amt Buchsweiler gehörte zur Lichtenberger Erbschaft von 1480. Nach dem Tod des letzten männliche Vertreters des Hauses Hanau 1736, des Grafen Johann Reinhard III., fiel das Amt an die Landgrafschaft Hessen-Darmstadt.

### Amt Hatten
Das Amt Hatten (Hattgau) gehörte zur Lichtenberger Erbschaft von 1480. Nach dem Tod des letzten männliche Vertreters des Hauses Hanau 1736, des Grafen Johann Reinhard III., fiel das Amt an die Landgrafschaft Hessen-Darmstadt.

### Amt Ingweiler
Das Amt Ingweiler gehörte zu dem Teil der Lichtenberger Erbschaft von 1480, die an Zweibrücken-Bitsch fiel. Graf Philipp V. von Hanau-Lichtenberg (* 1541; † 1599) war mit Ludovica Margaretha von Zweibrücken-Bitsch (* 1540; † 1569), Tochter des Grafen Jakob von Zweibrücken-Bitsch verheiratet, der ohne männliche Erben verstarb. Zu dem sich aus dieser Konstellation ergebenden Erbe zählte auch die zweite, nicht bereits durch Hanau-Lichtenberg regierte, Hälfte der ehemaligen Herrschaft Lichtenberg und darin auch das Amt Ingweiler. Nach dem Tod des letzten männliche Vertreters des Hauses Hanau 1736, des Grafen Johann Reinhard III., fiel das Amt an die Landgrafschaft Hessen-Darmstadt.

### Amt Lemberg
Das Amt Lemberg gehörte ursprünglich zur Grafschaft Zweibrücken-Bitsch. 1570 verstarb Graf Jakob von Zweibrücken-Bitsch (* 1510; † 1570) als letztes männliches Mitglied seiner Familie. Er hatte eine Tochter hinterlassen, die mit Graf Philipp V. von Hanau-Lichtenberg verheiratet war. Auf diesem Weg kam das Amt Lemberg zur Grafschaft Hanau-Lichtenberg. Das Amt Lemberg war das umfangreichste Amt der Grafschaft Hanau-Lichtenberg. Als einziges hatte es eine „mittlere Ebene“: Amtsschultheißereien fassten Gruppen von Dörfern zusammen und waren dem Amt unterstellt. Deshalb wurde das Amt auch als „Oberamt“ bezeichnet. Nach dem Tod des letzten männliche Vertreters des Hauses Hanau 1736, des Grafen Johann Reinhard III., fiel das Amt an die Landgrafschaft Hessen-Darmstadt. Dort wurde diese mittlere Ebene gestrafft und in vier Einheiten, Unterämtern, reorganisiert.

### Amt Lichtenau
Das Amt Lichtenau gehörte zur Lichtenberger Erbschaft von 1480. Da es auf der rechten Rheinseite lag, war es von der französischen Reunionspolitik nicht betroffen. Nach dem Tod des letzten männliche Vertreters des Hauses Hanau 1736, des Grafen Johann Reinhard III., fiel das Amt an die Landgrafschaft Hessen-Darmstadt. Mit dem Reichsdeputationshauptschluss wurde das Amt 1803 dem neu gebildeten Kurfürstentum Baden zugeordnet.

### Amt Neuweiler
Das Amt Neuweiler war eine aus dem Amt Ingweiler ausgegliederte Einheit. Es gehörte zur Lichtenberger Erbschaft von 1480. Nach dem Tod des letzten männliche Vertreters des Hauses Hanau 1736, des Grafen Johann Reinhard III., fiel das Amt an die Landgrafschaft Hessen-Darmstadt.

### Amt Offendorf
Das Amt Offendorf gehörte zu dem Teil der Lichtenberger Erbschaft von 1480, die an Zweibrücken-Bitsch fiel. Graf Philipp V. von Hanau-Lichtenberg (* 1541; † 1599) war mit Ludovica Margaretha von Zweibrücken-Bitsch (* 1540; † 1569), Tochter des Grafen Jakob von Zweibrücken-Bitsch verheiratet, der ohne männliche Erben verstarb. Zu dem sich aus dieser Konstellation ergebenden Erbe zählte auch die zweite, nicht bereits durch Hanau-Lichtenberg regierte, Hälfte der ehemaligen Herrschaft Lichtenberg und darin auch das Amt Offendorf. Nach dem Tod des letzten männliche Vertreters des Hauses Hanau 1736, des Grafen Johann Reinhard III., fiel das Amt an die Landgrafschaft Hessen-Darmstadt.

### Amt Pfaffenhofen
Das Amt Pfaffenhofen gehörte zur Lichtenberger Erbschaft von 1480. Nach dem Tod des letzten männliche Vertreters des Hauses Hanau 1736, des Grafen Johann Reinhard III., fiel das Amt an die Landgrafschaft Hessen-Darmstadt.

### Kondominat Umstadt
Das Kondominat Umstadt war eine einem Amt entsprechende Einheit, die zwischen der Grafschaft Hanau-Lichtenberg und der Kurpfalz als Kondominat verwaltet wurde. Es gehörte 1458 – zusammen mit dem Hanauer Anteil am Amt Babenhausen – zu der Ausstattung, die es Graf Philipp I., dem Älteren von Hanau (* 1417; † 1480), ermöglichte, Anna von Lichtenberg (* 1442; † 1474), eine der beiden Erbtöchter Ludwig V. von Lichtenberg, zu heiraten. Nachdem sich Hanau 1504 im Landshuter Erbfolgekrieg auf der Verliererseite wiederfand, hörte das Kondominat faktisch auf zu bestehen. Hanau verblieben von diesem Besitz letztendlich nur einige Ortschaften, die es allerdings insgesamt als Allod erhielt. Diese Dörfer wurden 1521 dem Amt Babenhausen zugeschlagen.

### Amt Westhofen
Das Amt Westhofen gehörte zur Lichtenberger Erbschaft von 1480. Nach dem Tod des letzten männliche Vertreters des Hauses Hanau 1736, des Grafen Johann Reinhard III., fiel das Amt an die Landgrafschaft Hessen-Darmstadt.

### Amt Willstätt
Das Amt Willstätt gehörte zur Lichtenberger Erbschaft von 1480. Es bildete zunächst ein Kondominat zwischen Hanau-Lichtenberg und der der Grafschaft Zweibrücken-Bitsch. Nach einer Einigung unter Graf Philipp III. von Hanau-Lichtenberg kam es im Tausch mit den Rechten am ebenfalls gemeinsamen Amt Brumath zur Grafschaft Hanau-Lichtenberg. Nach dem Tod des letzten männliche Vertreters des Hauses Hanau 1736, des Grafen Johann Reinhard III., fiel das Amt an die Landgrafschaft Hessen-Darmstadt.

### Amt Wörth
Das Amt Wörth gehörte zu dem Teil der Lichtenberger Erbschaft von 1480, die an Zweibrücken-Bitsch fiel. Graf Philipp V. von Hanau-Lichtenberg (* 1541; † 1599) war mit Ludovica Margaretha von Zweibrücken-Bitsch (* 1540; † 1569), Tochter des Grafen Jakob von Zweibrücken-Bitsch, verheiratet, der ohne männliche Erben verstarb. Zu dem sich aus dieser Konstellation ergebenden Erbe zählte auch die zweite, nicht bereits durch Hanau-Lichtenberg regierte, Hälfte der ehemaligen Herrschaft Lichtenberg und darin auch das Amt Wörth. Da das Amt auf der rechten Rheinseite lag, war es von der französischen Reunionspolitik nicht betroffen. Nach dem Tod des letzten männlichen Vertreters des Hauses Hanau 1736, des Grafen Johann Reinhard III., fiel das Amt an die Landgrafschaft Hessen-Darmstadt. Mit dem Reichsdeputationshauptschluss wurde das Amt 1803 dem neu gebildeten Kurfürstentum Baden zugeordnet.

### Amt Wolfisheim
Das Amt Wolfisheim gehörte zur Lichtenberger Erbschaft von 1480. Nach dem Tod des letzten männliche Vertreters des Hauses Hanau 1736, des Grafen Johann Reinhard III., fiel das Amt an die Landgrafschaft Hessen-Darmstadt.